# جاك جونسون (لاعب كرة قدم)
جاك جونسون (بالإنجليزية: Jack Johnson)‏ (12 فبراير 1919 بنيوكاسل أبون تاين في المملكة المتحدة - 1 يناير 1975 بإنجلترا في المملكة المتحدة) هو لاعب كرة قدم بريطاني (وحمل سابقاً جنسية المملكة المتحدة لبريطانيا العظمى وأيرلندا) في مركز الوسط. لعب مع شروزبري تاون وغريمسبي تاون وهدرسفيلد تاون.